# Сент-Томас Тауншип (округ Франклін, Пенсільванія)
Сент-Томас Тауншип (англ. St. Thomas Township) — селище (англ. township) в США, в окрузі Франклін штату Пенсільванія. Населення — 5917 осіб (2020).

## Демографія
Згідно з переписом 2010 року, у селищі мешкало 5935 осіб у 2201 домогосподарстві у складі 1649 родин. Було 2338 помешкань
Расовий склад населення:
| - 96,1 % — білих - 1,1 % — чорних або афроамериканців - 0,4 % — корінних американців - 0,3 % — азіатів - 1,0 % — осіб інших рас |

До двох чи більше рас належало 1,0 %. Частка іспаномовних становила 2,3 % від усіх жителів.
За віковим діапазоном населення розподілялося таким чином: 25,0 % — особи молодші 18 років, 61,3 % — особи у віці 18—64 років, 13,7 % — особи у віці 65 років та старші. Медіана віку мешканця становила 40,0 року. На 100 осіб жіночої статі у селищі припадало 100,5 чоловіків;  на 100 жінок у віці від 18 років та старших — 103,0 чоловіків також старших 18 років.
Середній дохід на одне домашнє господарство  становив 59 134 долари США (медіана — 49 882), а середній дохід на одну сім'ю — 69 831 долар (медіана — 64 229). Медіана доходів становила 41 994 долари для чоловіків та 45 025 доларів для жінок. За межею бідності перебувало 14,8 % осіб, у тому числі 28,8 % дітей у віці до 18 років та 7,4 % осіб у віці 65 років та старших.
Цивільне працевлаштоване населення становило 2603 особи. Основні галузі зайнятості: освіта, охорона здоров'я та соціальна допомога — 27,0 %, виробництво — 17,3 %, роздрібна торгівля — 8,6 %, сільське господарство, лісництво, риболовля — 7,1 %.